# Jan z Łajs

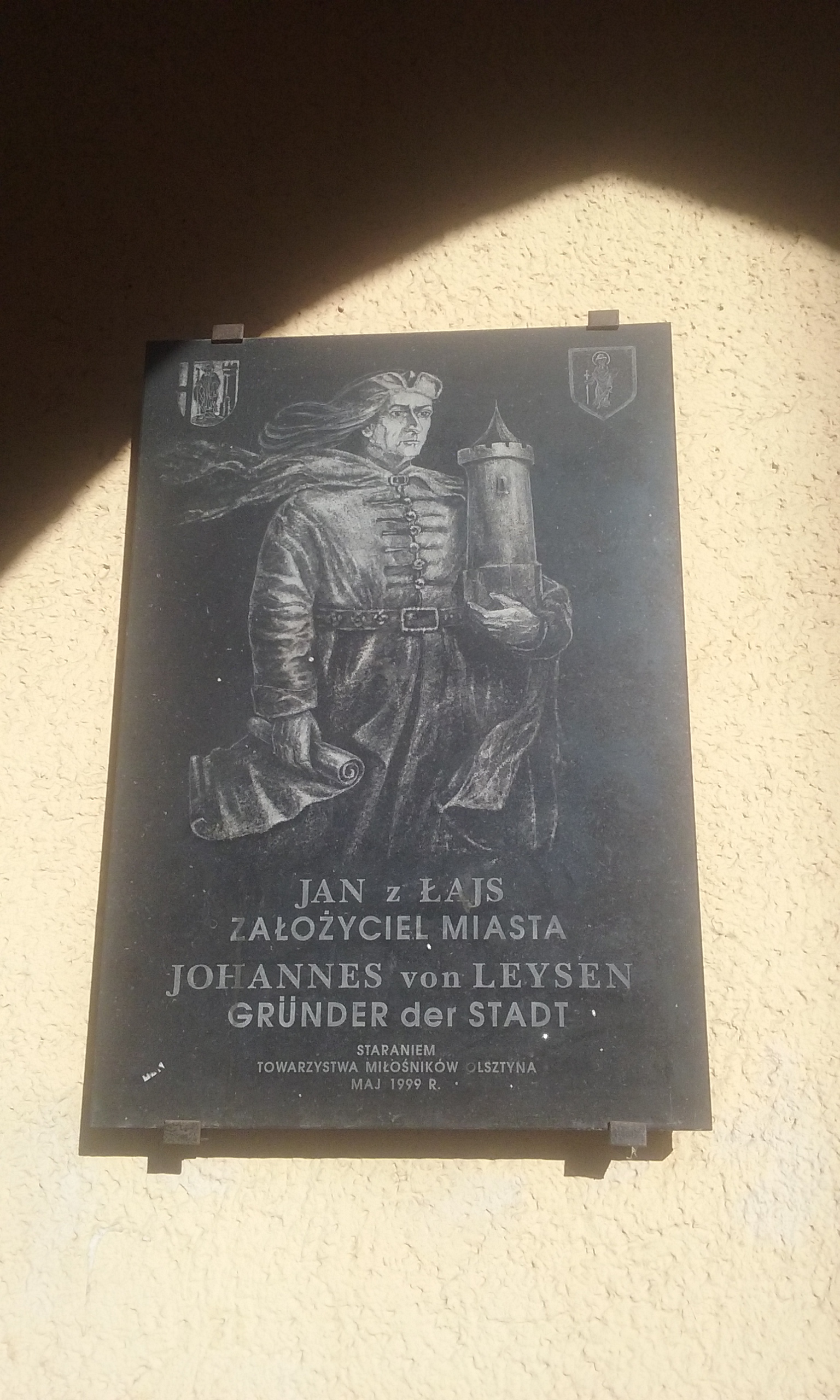
Tablica upamiętniająca Jana z Łajs, w arkadach tzw. Domu Burmistrza. Na tablicy znajduje się jednak błąd, ponieważ Jan nie był "założycielem" Olsztyna, była nim kapituła warmińska.

Jan z Łajs, właściwie Johannes von Leysen (łac. Iohannes de Leysen, ok. 1310 – po 1388) – zasadźca i pierwszy sołtys Olsztyna, zasadźca wsi Różnowo i Praslity. Przedstawiciel rodziny von Leysen mającej duże zasługi w kolonizacji Warmii. 

## Życiorys
Protoplasta rodu von Leysen i dziadek Jana, Marcin z Marchii (Martino dicto de Marchia) przybył do Prus z Hrabstwa Mark z Wesfalii. W roku 1304 Marcin z Marchii został zasadźcą (łac. locator) a następnie dziedzicznym sołtysem wsi Łajsy (Leysen) koło Pieniężna (hist. Melzak) założonej przez kapitułę warmińską w podległym jej komornictwie melzackim w północnej Warmii. Ojciec Jana Geriko piastował urząd sołtysa Łajs po swym ojcu. Synowie Geriko, Jan i Henryk, zajęli się organizowaniem osadnictwa w południowej Warmii. Henryk z Łajs z ramienia biskupa warmińskiego został w zasadźcą wsi Skajboty i miasta Barczewa.

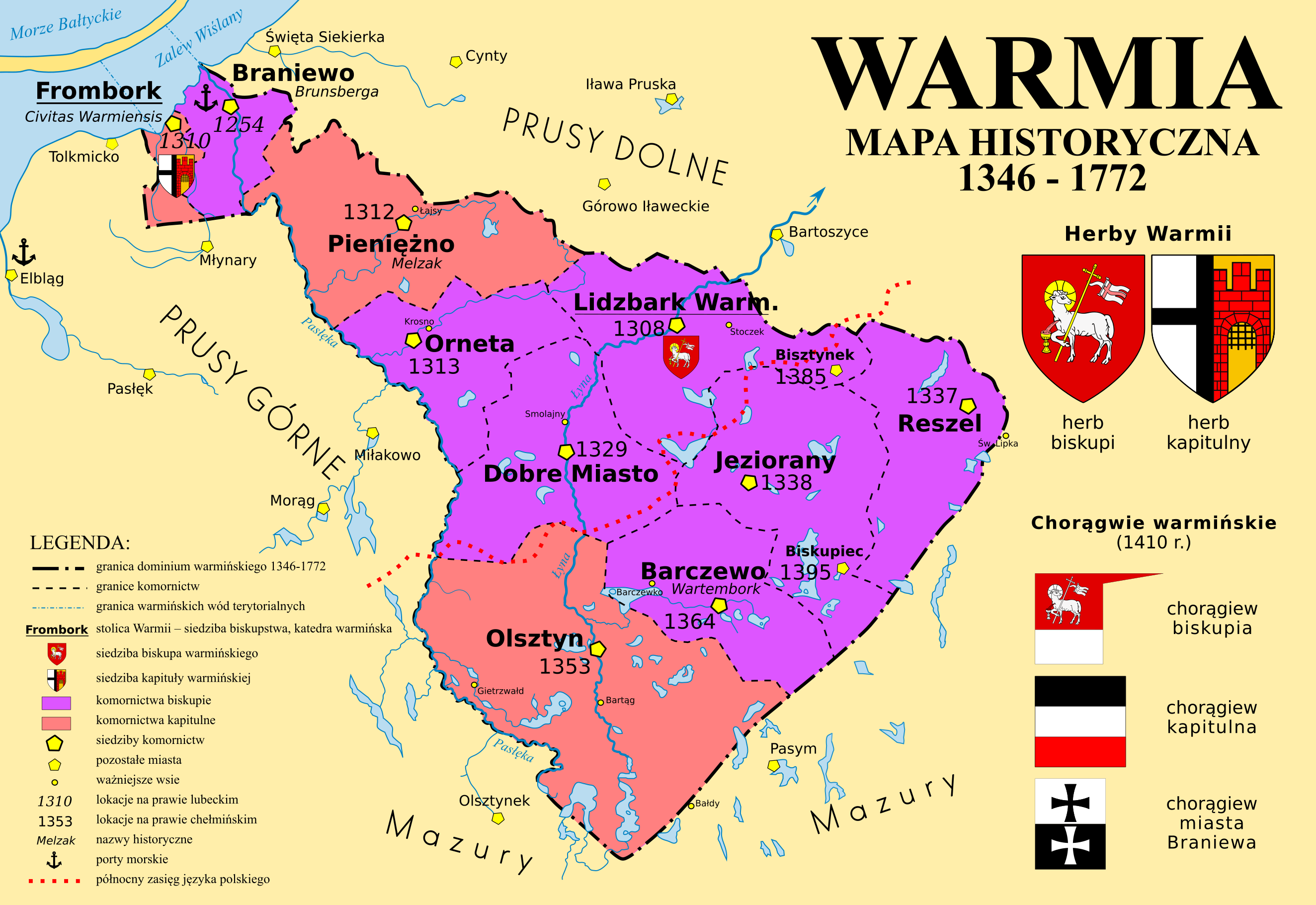
Mapa historyczna Warmii. Zaznaczono wieś Łajsy i granice komornictw.

W maju 1348 roku w strażnicy w Bartążku najważniejsi przedstawiciele kapituły warmińskiej z prepozytem Hartmutem z Krzyżborka na czele podjęli decyzję o założeniu w sąsiedztwie budowanego zamku nowego miasta, które miało stanowić siedzibę komornictwa olsztyńskiego. Na zasadźcę miasta nad górną Łyną wyznaczono Jana z Łajs, którego rodzina służyła kapitule od kilkudziesięciu lat. Z dokumentów wynika, że nowe miasto zaczęło powstawać już w 1348 roku.   
W przywileju lokacyjnym Olsztyna nadanym przez kapitułę 31 października 1353 r. "zaufanemu (discreto) mężowi Janowi z Łajs, jego rzeczywistym spadkobiercom oraz prawowitym następcom" wyznaczono zadanie zasiedlenia miasta oraz nadano dziedziczny urząd sołtysa i "wieś, która nazywa się Różnowo (villa que Rosenaw nuncupatur)" jako źródło utrzymania. Jan otrzymał również 1/3 dochodów z czynszu z rzemiosła oraz 1/3 dochodów z opłat sądowych. W jego gestii pozostawało również sądownictwo niższe.  
W tym czasie był zasadźcą wsi Różnowo (którą otrzymał w dziedzictwo) oraz lokowanej w 1361 wsi Praslity. Jako człowiek fromborskiej kapituły wspierał jej osadnictwo w komornictwie olsztyńskim.  
W 1372 r. za swe zasługi Jan został wyniesiony do stanu szlacheckiego. W drugim przywileju lokacyjnym Olsztyna z 4 maja 1378 r. Jan z Łajs występuje już jako "rycerz" i sołtys Olsztyna. Dla Jana i jego potomków z Różnowa oznaczało to obowiązek stawiania się z ekwipunkiem w razie wojen w szeregach chorągwi kapitulnej (ze źródeł  wiadomo, że chorągiew kapitulna brała udział po stronie krzyżackiej w bitwie pod Grunwaldem w 1410 r.)  
Jan z Łajs wymieniony jest w dokumentach z 1378 r. jako rozjemca w sporze o delimitację Puszczy Galindzkiej w okolicy Pasymia, prowadzonym pomiędzy biskupem warmińskim Janem Stryprockiem a wielkim mistrzem krzyżackim Winrychem von Kniprode. Po raz ostatni Jan z Łajs jest wymieniony w źródłach w 1388 roku jako świadek w ustaleniu wewnętrznych granic pomiędzy dobrami kapitulnymi a biskupimi za panowania biskupa Henryka Sorboma. Prawdopodobnie zmarł krótko później. 
Potomkowie lub spadkobiercy Jana z Łajs pełnili urząd dziedzicznego sołtysa Olsztyna do 22 lutego 1500 roku, gdy rada miejska się usamorządowiła, czyli wykupiła od kapituły urząd sołtysa i za jej zgodą mogła już samodzielnie wybierać burmistrza (dla porównania, sąsiednie Barczewo usamorządowiło się już w 1406 roku).

## Upamiętnienie
Wizerunek Jana z Łajs jako "założyciela" Olsztyna znalazł się na niemieckim pieniądzu zastępczym wydrukowanym w 1921 roku.
Obraz z 1987 roku pędzla Teodora Nowaka przedstawiający Jana z Łajs znajduje się w sali sesyjnej Urzędu Miasta w Olsztynie.
We współczesnym Olsztynie upamiętniono Jana z Łajs nazwą uliczki na Starym Mieście (określanej jako "najkrótsza ulica w Olsztynie") oraz tablicą z 1999 roku umieszczoną w 2003 roku w podcieniach Domu Burmistrza. Na tablicy znajduje się wizerunek wzorowany na wiszącym w Ratuszu obrazie Teodora Nowaka.
Tablica upamiętniająca Jana znajduje się również w Łajsach.
W 2024 roku imieniem Jana z Łajs nazwano także rondo w Pieniężnie.